# Muerte de Tina Watson
Christina Mae «Tina» Thomas Watson (13 de febrero de 1977 - 22 de octubre de 2003), era una estadounidense de 26 años de edad de Helena, Alabama. Murió en su luna de miel en la Gran Barrera de Coral en Queensland, Australia, en 2003. Sólo había estado casada con su marido, David Gabriel "Gabe" Watson, durante 11 días cuando murió. El médico que realizó la autopsia dijo que se ahogó en un accidente de buceo.
Seis años después, Gabe Watson fue acusado de asesinato y homicidio sin premeditación. Se declaró culpable de homicidio y fue enviado a prisión por un año por un tribunal australiano. Se añadieron seis meses a la pena de prisión tras una apelación que tuvo lugar sólo seis semanas después. La apelación se llevó a cabo tan pronto como fue posible después del juicio debido a las preocupaciones planteadas por el padre de Tina con respecto al juicio en sí. Sin embargo, los jueces de apelación habían llegado a un acuerdo con el juez de primera instancia sobre la mayoría de las cuestiones, salvo sobre el aumento de seis meses de la pena de prisión.
Tina era una bautista del sur y graduada de la Universidad de Alabama en Birmingham (UAB). Trabajó como gerente de departamento en la pequeña cadena de tiendas por departamentos del sur, Parisian. Fue enterrada en el Cementerio Southern Heritage, en Pelham, Alabama, Estados Unidos.

## Investigaciones

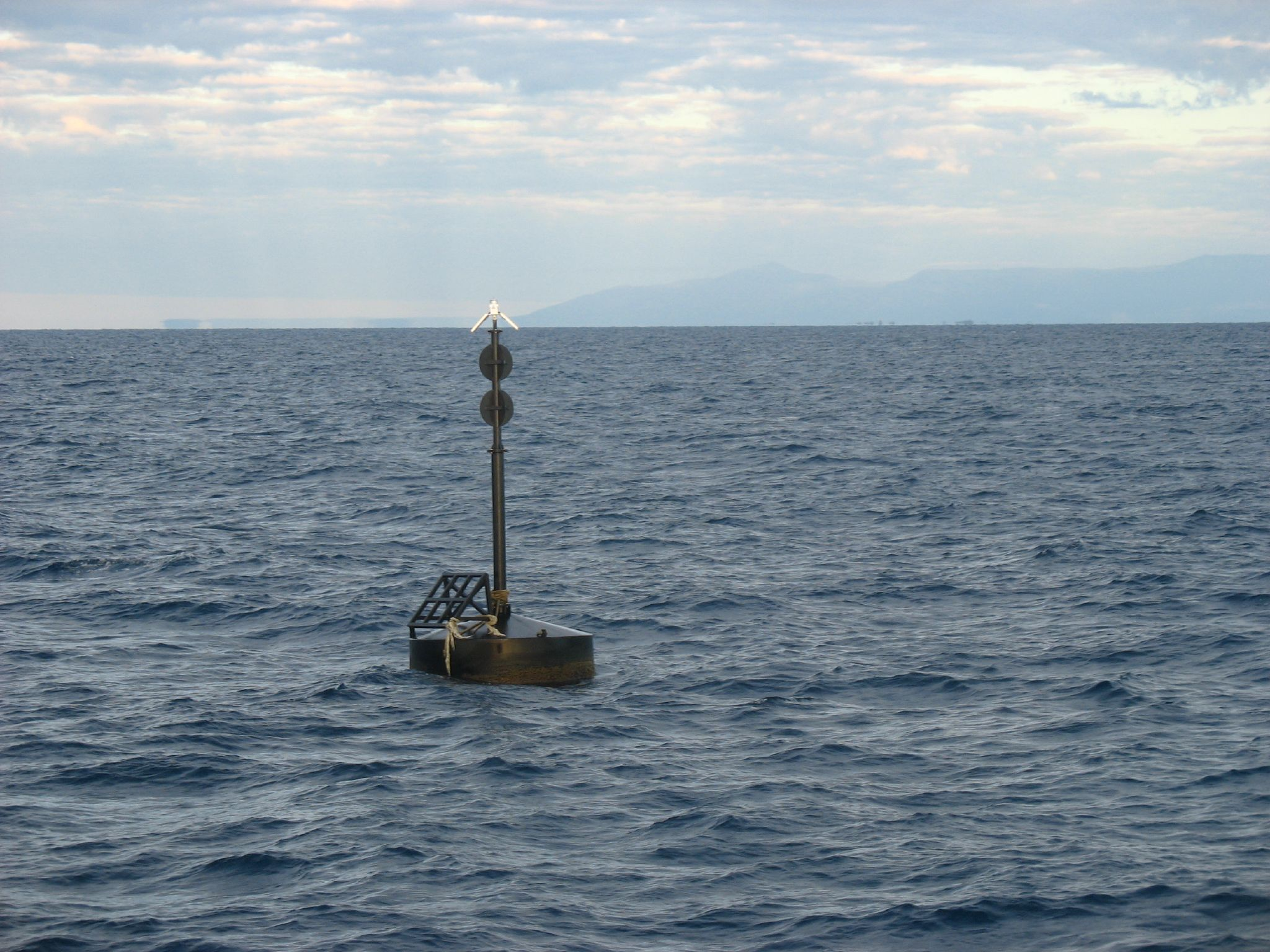
Una boya de embarque marca el lugar del naufragio del SS Yongala.

Mientras buceaba en el sitio del SS Yongala, un barco de pasajeros que se hundió en 1911 en el principal canal de navegación del sur hacia el puerto australiano de Townsville, Tina Watson perdió el conocimiento o murió y luego se hundió 24 metros (79 pies) en el fondo del mar. La muerte de Tina por ahogamiento accidental no fue una investigación criminal en sí misma en Australia. Fue una investigación de la Corona. El Sr. Watson testificó ante la Investigación Coronial a través de sus abogados. Regresó a Australia voluntariamente y habló con los investigadores en varias ocasiones. Algunas de estas entrevistas están disponibles en Internet. En el juicio, los fiscales dijeron que el Sr. Watson había cometido un error al no intentar rescatar a su esposa. Dijeron que el error era el mismo que el homicidio sin premeditación (ver: Sentencia del Tribunal de Apelación). El padre de Tina testificó que, inmediatamente antes de su boda, Gabe le había pedido a Tina que aumentara su póliza de seguro de vida al máximo posible y lo convirtiera en el único beneficiario.
Después de enterarse de que las flores y los regalos que le habían dejado a Tina en su tumba estaban siendo destruidos o estaban desapareciendo, incluso cuando los sujetaban con una cadena, el Sargento Flynn los investigó. En una cinta de vídeo oculta, vio a Gabe Watson llevárselas con cizallas y luego las tiró a la basura enojado. Gabe se casó con Kim Lewis el 15 de agosto de 2008.

## El juicio
Gabe Watson fue juzgado por el asesinato de su esposa, Christina, en el Tribunal Supremo de Queensland en Brisbane el 5 de junio de 2009. Dijo que era "inocente" de asesinar a su esposa. Por el cargo de homicidio involuntario, asesinato accidental, dijo que era culpable. El juez de primera instancia dijo que los cargos de asesinato que se le imputaron no eran ciertos y lo condenó a un año de prisión y a otros tres años y medio de suspensión. Esta sentencia resultó en que el padre de Tina llamó al sistema de justicia australiano una "farsa". También dijo que uno de los abogados más importantes del gobierno australiano, el Sr. Tony Moynihan, había estado engañando al público.
La razón por la que Gabe recibió el año de prisión fue explicada por el juez. Dijo que Gabe había sido acusado de cosas de las que no era culpable, que había sufrido considerablemente desde la muerte de Tina y que había cooperado con la Corte. Dijo que la cobertura de los medios de comunicación había sido injusta. El juez dijo que Gabe había regresado a Australia por su propia voluntad en mayo de 2009 y se entregó. El juez dijo que Gabe amaba a su esposa, lamentaba profundamente su muerte y se sentía culpable porque no había podido salvarla. Dijo que Gabe no había causado el accidente, pero que no había salvado a Tina cuando tuvo dificultades para respirar mientras estaba bajo el agua.

## La apelación
Tres jueces conocieron de una apelación iniciada por el Estado de Queensland el 17 de julio de 2009. El estado quería que Gabe cumpliera dos años y medio de prisión. Los abogados australianos de Gabe dijeron que el tiempo extra era injusto debido a la historia del caso. Los jueces publicaron su decisión el 18 de septiembre de 2009.
Para entender el resultado de la apelación, es necesario entender un poco del proceso legal y el pensamiento que los abogados ponen en una apelación. Por un lado tenemos el Estado de Queensland, Australia. En Australia, al igual que en Inglaterra y en países como Canadá y Nueva Zelanda, al Estado se le suele llamar la "Corona" en los procedimientos judiciales. En los EE. UU., el Estado suele denominarse "el pueblo" o simplemente "el Estado". La apelación fue vista por tres jueces del Tribunal de Apelación de Queensland, que es el tribunal supremo del Estado.

### El resultado de la apelación
La Corona había dicho que la sentencia de Gabe debía ser aumentada porque creía que la sentencia era incorrecta. Los abogados de Gabe respondieron que no era el caso. Dijeron que Gabe nunca había hecho nada malo en el pasado y que era una buena persona. La muerte de Tina fue el resultado de un error o equivocación, y la corta sentencia de prisión fue justa en las opiniones de sus abogados.
Los jueces del Tribunal de Apelación también dijeron que la demanda de asesinato no era cierta. Los magistrados estuvieron de acuerdo en la mayor parte del juicio. Sin embargo, no se pusieron de acuerdo sobre la sentencia de prisión. Por un lado, el juez Muir dijo que el tribunal de apelación no debería cambiar la decisión del juez de primera instancia. Por otro lado, el presidente de la Corte Suprema De Jersey dijo que el tiempo de prisión debería ser aumentado a dos años y medio. En la tercera opinión, el Juez Chesterman dijo que debería incrementarse de doce meses a dieciocho meses. Para llegar a un acuerdo, el presidente de la Corte Suprema aceptó la opinión de Chesterman.
Con el acuerdo de dos de los tres jueces, la sentencia se aumentó a dieciocho meses. Cada juez explicó cuidadosamente su punto de vista. Finalmente, Chesterman dijo de Gabe Watson: "Que el propio demandado proporcionara rápidamente la información que probaba el caso en su contra y que durante años ha soportado la injusta acusación, hecha muy pública, de asesinato, son factores que requieren una mejora sustancial en la sentencia". (Gabe Watson dio la información que mostraba que había matado a su esposa accidentalmente. Debido a que durante muchos años fue injustamente culpado y acusado injustamente por su asesinato, debería acortar su sentencia de prisión.)

## La atención de los medios de comunicación

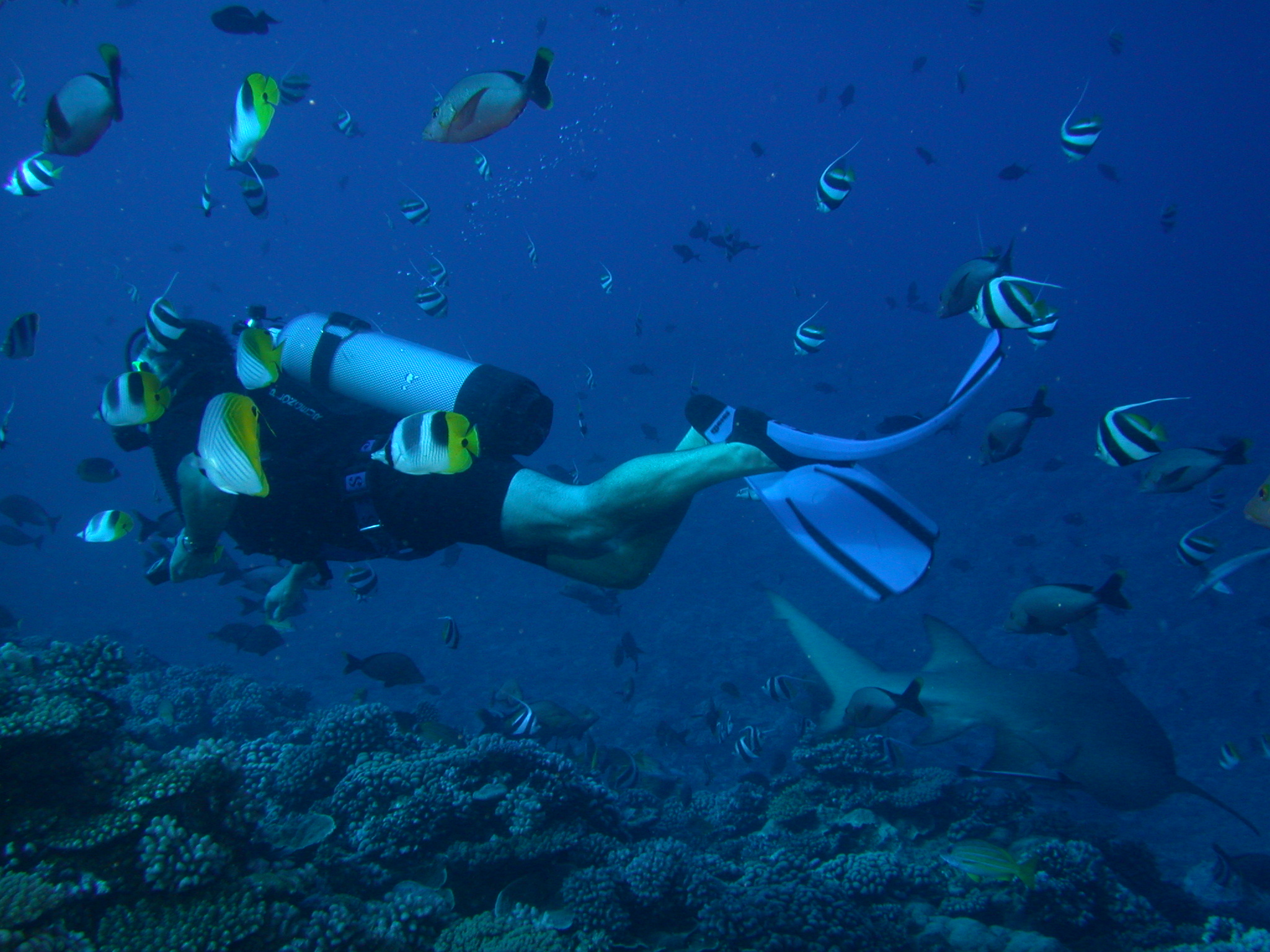
Buceador con un equipo de buceo similar al que llevaba Tina Watson cuando murió.

Durante cuatro años, nadie prestó mucha atención a la muerte, ya que en el estado australiano de Queensland se produce un ahogamiento una vez a la semana. Sin embargo, los padres de Tina se propusieron llamar la atención de los medios de comunicación y en 2007 ya habían tenido éxito. Otras personas habían estado buceando cerca de Gabe y Tina cuando Tina murió. Un buceador había fotografiado a Tina, tendida en el fondo del océano, mientras tomaba una foto de otro buceador de vacaciones.  Esta imagen no se supo hasta un par de semanas después, cuando se revelaron las imágenes. Los investigadores no estaban seguros si Tina ya estaba muerta en la foto o si estaba inconsciente. La foto no da pistas de lo que hizo que Tina se hundiera hasta el fondo.
Después de que la familia de Tina Watson le informara que las flores y los regalos eran repetidamente vandalizados o desaparecían del sitio de la tumba, incluso cuando estaban encadenados, el Sargento Flinn investigó. En los vídeos de vigilancia ocultos, vio a Gabe Watson quitándolos con cortapernos y tirándolos a la basura, que Flinn mostró a los medios de comunicación.
El padre de Tina Watson dijo a los medios de comunicación en noviembre de 2009, dos meses después de la decisión de la apelación, que cree que Gabe es un asesino imitador. Podría haber tenido la idea del asesinato por medio de una copia de la forma en que se cometió otro asesinato, casi exitoso, en las Islas Vírgenes Británicas.
La muerte de Tina Watson fue mostrada en una cuenta de 90 minutos que fue mostrada en Dateline NBC el lunes 19 de mayo de 2008. La muerte de Watson provocó la atención de los medios de comunicación, tanto australianos como estadounidenses, y también de los medios de comunicación de todo el mundo, debido a este caso inusual.
Sin embargo, los medios de comunicación, en particular los del estado australiano de Queensland, han descrito continuamente la muerte de Tina como "asesinato", mientras que los tribunales de Queensland han determinado que se trata de un homicidio sin premeditación por falta de rescate. Este número finalmente llegó a un punto crítico con el Townsville Bulletin el 10 de febrero de 2010. Nuevamente describieron la muerte de Tina como "asesinato". Siete días después publicaron una disculpa y una corrección que dice:
"El 10 de febrero de 2010 se publicó un artículo sobre la 'novia estadounidense asesinada Tina Watson'. El Townsville Bulletin acepta que Gabe Watson no ha sido condenado por el asesinato de Tina Watson. Tina murió mientras buceaba en el pecio de Yongala el 23 de octubre de 2003. Gabe Watson se declaró culpable de homicidio sin premeditación por no haber sacado a la superficie a Tina Watson cuando era evidente que estaba en apuros, y por esta inacción esto constituyó negligencia criminal".
El 17 de julio de 2010, un importante periódico australiano, The Age, publicó una reseña completa del caso Watson "Death on Reef Mystery". El autor era el galardonado periodista de investigación Peter Patrick. Este es el primer reportaje de los medios de comunicación que contiene entrevistas de primera mano tanto de la familia de Gabe Watson como de la familia de Tina. Basándose en expertos técnicos, la historia informa de que Gabe fue exonerado por el Tribunal de Apelación de Queensland de asesinato, pero condenado por no cumplir con una parte del Código Penal de Queensland que antes no se utilizaba y era poco conocida. Esto es una violación de la sección 290. Dice que el tribunal decidió llamar a este homicidio involuntario. La historia dice que la acusación equivale a un crimen de Gabe por no haber rescatado a su esposa, una vez que se metió en problemas. También explica el extenso historial de Tina de irregularidad cardiaca y la medicación que estaba tomando, en la mañana de su muerte, incluyendo píldoras contra el mareo. Patrick dice que Tina respondió "no" a la pregunta médica en su inducción al buceo, que se refería a enfermedades cardíacas anteriores. También afirma que debido a que el Sr. Watson había estado ausente del buceo durante algunos años, su nivel de habilidad de rescate habría sido el de principiante.
La historia tendría ramificaciones en todo el mundo, ya que en una nota al pie de página, Patrick reveló que había escrito al fiscal general de Australia, Robert McClelland MP, solicitando que Watson no fuera deportado a Alabama, debido al riesgo que enfrentaba por la pena de muerte en ese estado y porque ya había sido juzgado en el estado australiano de Queensland, con una revisión exhaustiva por parte del Tribunal de Apelaciones de Queensland. Esto trajo una respuesta instantánea de un sitio web de la policía de Alabama, cuestionando el vínculo entre el periodista y el Sr. Watson.

## Solicitud de fianza
El 15 de diciembre de 2010, Watson compareció ante el juez Tommy Nail en el 10º Circuito Judicial del Condado de Jefferson, Alabama y solicitó fianza.
La sala del tribunal estaba repleta de amigos y parientes, tanto de la prensa australiana como de los Estados Unidos, con una presentación más pequeña de la familia de Tina.
El asistente del fiscal general del estado de Alabama, Don Valeska, le dijo al juez que la base de la acusación del Gran Jurado de Gabe Watson era la evidencia de Tommy Thomas de que Gabe Watson había asesinado a Tina Watson por dinero del seguro.
En una discusión a menudo acalorada, el juez Nail dijo que el motivo no podía ser sustituido por pruebas. Preguntó qué pruebas concretas tenía el Estado contra Watson. El Sr. Valeska responde que la cuestión del motivo es una cuestión que compete al jurado.
Después de una audiencia de una hora, a Watson se le concedió una fianza de 100.000 dólares. Tuvo que usar un brazalete de radio de monitoreo, entregar su pasaporte, no salir de Alabama, y permanecer en su casa desde el atardecer hasta el amanecer durante la fianza.
Al oír que se iba a conceder la fianza, los que estaban en la sala se levantaron y vitorearon, haciendo que el juez Nail respondiera con las palabras: "Siéntate, siéntate; esto no es un deporte de espectadores".

## Comparecencia ante el juez
El 31 de enero de 2011, Gabe Watson compareció ante el tribunal del juez Nail para responder formalmente a dos cargos: primero, que había secuestrado a Tina y se la había llevado a Australia con la intención de asesinarla, y segundo, que luego la había asesinado mientras buceaba en la Gran Barrera de Coral.
Se declaró "No culpable" de ambos cargos.
La fecha del juicio se fijó para el 23 de mayo de 2011 (posteriormente se cambió al 13 de febrero de 2012 por motivos de seguridad). El Sr. Valeska le dijo al Juez Nail que importantes testigos iban a ser traídos de Australia. Luego añadió que un testigo anterior, el Sr. David Glasgow, el Magistrado de Queensland que era el funcionario australiano responsable de la acusación de Gabe de asesinato en Australia, no sería llamado ahora. No se dio ninguna razón sobre la razón por la que el Estado había cambiado de opinión al llamar al Sr. Glasgow. La instrucción de cargos duró sólo catorce minutos.

## Gabe Watson absuelto
El 23 de febrero de 2012, el caso contra David Gabriel "Gabe" Watson fue desestimado por el juez Tommy Nail en un tribunal de Birmingham, Alabama County Court. El juez encontró que el caso del Estado carecía de credibilidad y dijo: "No tiene sentido, francamente".
Al concluir sus conclusiones, Su Señoría determinó: "No hay evidencia que sugiera que él [Gabe] tuviera la intención de matarla y la incubó aquí y la llevó a cabo allá. Voy a conceder la moción del acusado. Caso sobreseído".
Watson nunca corrió el riesgo de ser condenado a muerte, ya que tanto el Gobierno de Estados Unidos como el del Estado de Alabama habían asumido compromisos con el Gobierno australiano, por lo que no sería ejecutado. Se enfrentaba a una cadena perpetua obligatoria, si se le declaraba culpable.

## Fatal Honeymoon - Lifetime Movie Network
El 25 de agosto de 2012, The Lifetime Movie Network presentó una película de televisión por cable titulada "Fatal Honeymoon".
La cadena lo presentó como una película, basada en las acusaciones de asesinato que Gabe Watson había secuestrado y luego asesinado a su nueva esposa, Tina Watson, durante su viaje de buceo a Australia en 2003. Está protagonizada por Billy Miller como Gabe Watson y la australiana Amber Clayton como Tina, con Harvey Keitel en un papel secundario como padre de la novia muerta. Conocido actor australiano, Gary Sweet interpreta al duro detective Campbell, policía de Queensland, como el principal investigador australiano.
El guion sigue gran parte del trabajo de Lindsay Simpson y Jennifer Cooke, publicado en su libro Honeymoon Dive, y parece estar basado en este título. Aunque este trabajo sigue siendo el intento más completo de revisar la muerte de Tina Watson, los acontecimientos actuales desde su publicación han superado en gran medida el relato de la muerte de Simpson/Cooke.
"Fatal Honeymoon" fue dirigida por Nadia Tass. Los guionistas fueron Mac Gudgeon y Teena Booth. Geoff Berkshire, que escribe para Variety TV Reviews, dice sobre el guion: "No tiene sentido que estas figuras de palo atrapadas en un melodrama de números podrían ser personas reales arrastradas en circunstancias trágicas... Los créditos tecnológicos están en línea con los estándares telepícos de bajo presupuesto".
Del mismo modo, Jill O'Rourke, en una reseña de la página web "Crushable", describe "Fatal Honeymoon" como un espectáculo, subrayando la habilidad de Lifetime para "hacer que los hombres parezcan irremediablemente malos y que las mujeres parezcan víctimas sin pistas".

## Otros sitios web
- ¿Momento de muerte de los buzos capturado? (enlace roto disponible en Internet Archive; véase el historial, la primera versión y la última).
- La historia de Tina Archivado el 8 de junio de 2009 en Wayback Machine.
- Christina Mae Watson - Hallazgos del forense
- R v Watson Caso 279 de 2009
- Noticias de despido en el sitio web de CNN

- Datos: Q5247540